# Lijst van voetbalinterlands Canada - Wales
Deze lijst van voetbalinterlands is een overzicht van alle officiële voetbalwedstrijden tussen de nationale teams van Canada en Wales. De landen speelden tot op heden drie keer tegen elkaar. De eerste ontmoeting, een vriendschappelijke wedstrijd, werd gespeeld in Toronto op 10 mei 1986. Het laatste duel, eveneens een vriendschappelijke wedstrijd, vond plaats op 30 mei 2004 in Wrexham.

## Wedstrijden
| № | Plaats    | Datum            | Competitie        | Wedstrijd      | Uitslag |
| - | --------- | ---------------- | ----------------- | -------------- | ------- |
| 1 | Toronto   | 10 mei 1986      | Vriendschappelijk | Canada – Wales | 2 – 0   |
| 2 | Vancouver | 19 mei 1986      | Vriendschappelijk | Canada – Wales | 0 – 3   |
| 3 | Wrexham   | 30 mei 2004      | Vriendschappelijk | Wales – Canada | 1 – 0   |
| 4 | Swansea   | 9 september 2025 | Vriendschappelijk | Wales – Canada |         |

## Samenvatting
| Competitie        | Totaal gespeeld | Winst Canada | Gelijk | Winst Wales | Doelsaldo Canada – Wales |
| ----------------- | --------------- | ------------ | ------ | ----------- | ------------------------ |
| Vriendschappelijk | 3               | 1            | 0      | 2           | 2 − 4                    |
| Totaal            | 3               | 1            | 0      | 2           | 2 − 4                    |

Wedstrijden bepaald door strafschoppen worden, in lijn met de FIFA, als een gelijkspel gerekend.

## Details

### Derde ontmoeting
De derde ontmoeting tussen de nationale voetbalploegen van Canada en Wales vond plaats op 30 mei 1994. Het vriendschappelijke duel, bijgewoond door 10.805 toeschouwers, werd gespeeld in de Racecourse Ground in Wrexham, Wales, en stond onder leiding van scheidsrechter Paul McKeon uit Ierland. Hij deelde geen kaarten uit. Bij Wales maakte doelman Martyn Margetson van Cardiff City FC zijn debuut voor de nationale ploeg.
| Vriendschappelijk (Wrexham, Wales, 30 mei 2004): |              | |
| Wales | 1 – 0        | Canada |
| Paul Parry 21' | goals        | |
| Mark Hughes | bondscoach   | Frank Yallop |
| Danny Coyne 46' Mark Delaney James Collins Danny Gabbidon Ben Thatcher John Oster Carl Robinson 79' Carl Fletcher Paul Parry 68' Craig Bellamy Ryan Giggs 90' | opstellingen | Pat Onstad Daniel Imhof Mark Watson Jason de Vos Ante Jazic 79' Iain Hume 46' Atiba Hutchinson Julian de Guzmán 46' Jim Brennan 73' Tomasz Radzinski 84' Dwayne De Rosario |
| Martyn Margetson 46' Robert Earnshaw 68' Robert Edwards 79' Chris Llewellyn 90'                                                                               | wissels      | 46' Marc Bircham 46' Paul Peschisolido 73' Kevin McKenna 79' Oliver Occean 84' Michael Klukowski                                                                           |